# Сказка про кота, который жил миллион раз
«Сказка про кота, который жил миллион раз» (яп. １００万回生きたねこ Хякуманкай икита нэко) — детская книжка с картинками японской писательницы Ёко Сано. Вышла в 1977 году в издательстве «Коданся», став очень популярной в Японии и выдержав десятки переизданий.
Переводилась на китайский (кит. 活了一百万次的猫), корейский (кор. 100만 번 산 고양이), английский, французский языки. В русском переводе Юрия Коваля книга была опубликована «Детгизом» в 2011 году.

## Сюжет
Главный герой книги — полосатый кот, который жил миллион раз у разных людей, каждый из которых любил его и сожалел о его смерти. Он жил и у короля, и у моряка, и у циркового фокусника, и у вора, и у старушки, и у маленькой девочки. Однако сам он не испытывал большой симпатии ни к кому из хозяев. Больше всех он любил себя.
В одной из своих жизней он стал вольным котом и уже никому не принадлежал. Все кошки хотели выйти за него замуж, но он никому не отдавал предпочтения. А однажды он встретил белую кошечку, которая не выказывала к коту особого интереса. Он понял, что не может жить без неё и остался с ней навсегда.
У кота и кошки родилось много котят. Теперь кот любил их и кошку больше себя. Котята выросли и разошлись. Кошка состарилась и умерла. Вскоре от горя умер и кот. Больше он не возрождался к жизни.

## Русский перевод
Профессор Я́суко Танака, японская русистка, познакомила Ёко Сано с творчеством Юрия Коваля, показав ей книги Коваля с иллюстрациями Татьяны Мавриной. В свою очередь, Юрий Коваль уже имел опыт перевода японских авторов, в 1994 году публиковались стихи Митио Мадо в его переводе. Его заинтересовало творчество Ёко Сано и в последний год жизни он работал над переводом сказки про кота. Хотя Ёко Сано и Юрий Коваль планировали встретиться в России, это не произошло из-за смерти Коваля в 1995 году. Перевод сказки был опубликован в 1995 году в журнале «Урания» в виде приложения к мемориальной статье Натальи Ермильченко о Ковале.
В 2010 году умерла Ёко Сано. Перевод её книги про кота, с оригинальными иллюстрациями, вышел в издательстве «Детгиз» уже после её смерти, в 2011 году (имя автора в этом издании было передано как Йоко). В книге два послесловия — «Об авторе этой книги» Ясуко Танаки и «Писатель настоящего времени» (о Юрии Ковале) Александра Етоева. В журнале «Библиотека в школе», посвящённом Ковалю, Ольга Мяэотс так отозвалась о его переводе:
Пожалуй, в этой книжке повторилось то чудо «созвучия», которое случилось в книжках Коваля и Мавриной. Мастерства и чуткости переводчика хватило на то, чтобы, сохранив японскую мелодию, сделать её органично созвучной русскому читателю. Мы не чувствуем в книжке «иноземности», но в ней сохранено дополнительное измерение, словно взгляд издалека, который помогает нам ярче, острее, внимательнее прочесть эту мудрую притчу.

## Дополнительные факты
- В последней серии аниме «Cowboy Bebop» главный герой пересказывает сюжет сказки про кота.